# Templo de Portland (Oregón)
El templo de Portland, Oregón es uno de los templos construidos y operados por La Iglesia de Jesucristo de los Santos de los Últimos Días, localizado en un terreno de 2,8 hectáreas cerca de la intersección de la autopista 217 y la Interestatal 5 en la comunidad de Lake Oswego, en el estado de Oregón. La arquitectura del templo se caracteriza por seis pináculos de color blanco y un exterior de mármol blanco rematado con un tejado de pizarra verde. Ocupa unos 7480 m² de construcción, con cuatro salones ceremoniales y catorce altares matrimoniales.

## Distrito
El templo de Portland es el número 42 construido por la iglesia SUD y sirve a miembros de los barrios del área metropolitana de Portland: Portland, Beaverton, Cedar Mill, Gresham, Hillsboro, Lake Oswego, Milwaukie, Oregon City, y Tualatin del Condado de Clackamas. También sirve a miembros que se congregan en otras partes de Oregón: Bend, Corvallis y otras comunidades del Condado de Benton, Eugene y otras comunidades del Condado de Lane incluyendo la costa, Keizer, Lebanon, McMinnville, Monmouth, Mount Hood, Rainer, Redmond, Salem, Springfield, y The Dalles. Y también sirve a dos ciudades de Washington: Longview y Vancouver.